# Буди-Подленські
Буди-Подленські (пол. Budy Podłęskie) — село в Польщі, у гміні Мацейовиці Ґарволінського повіту Мазовецького воєводства.
Населення — 48 осіб (2011).
У 1975-1998 роках село належало до Седлецького воєводства.

## Демографія
Демографічна структура станом на 31 березня 2011 року:
|          | Загалом | Допрацездатний вік | Працездатний вік | Постпрацездатний вік |
| -------- | ------- | ------------------ | ---------------- | -------------------- |
| Чоловіки | 22      | 2                  | 17               | 3                    |
| Жінки    | 26      | 6                  | 13               | 7                    |
| Разом    | 48      | 8                  | 30               | 10                   |